# Pfarrkirche Traun-Oedt

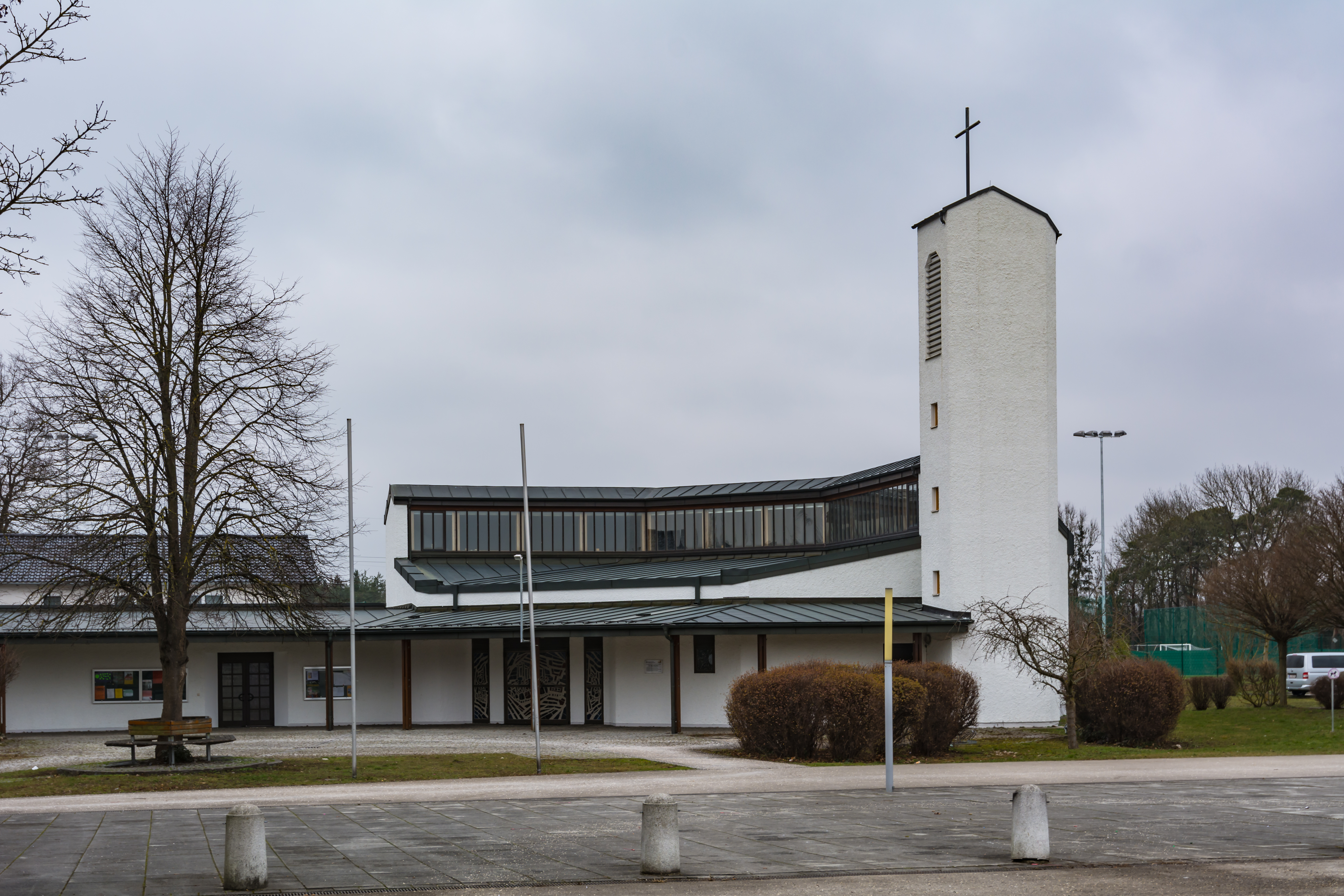
Pfarrkirche Traun-Oedt

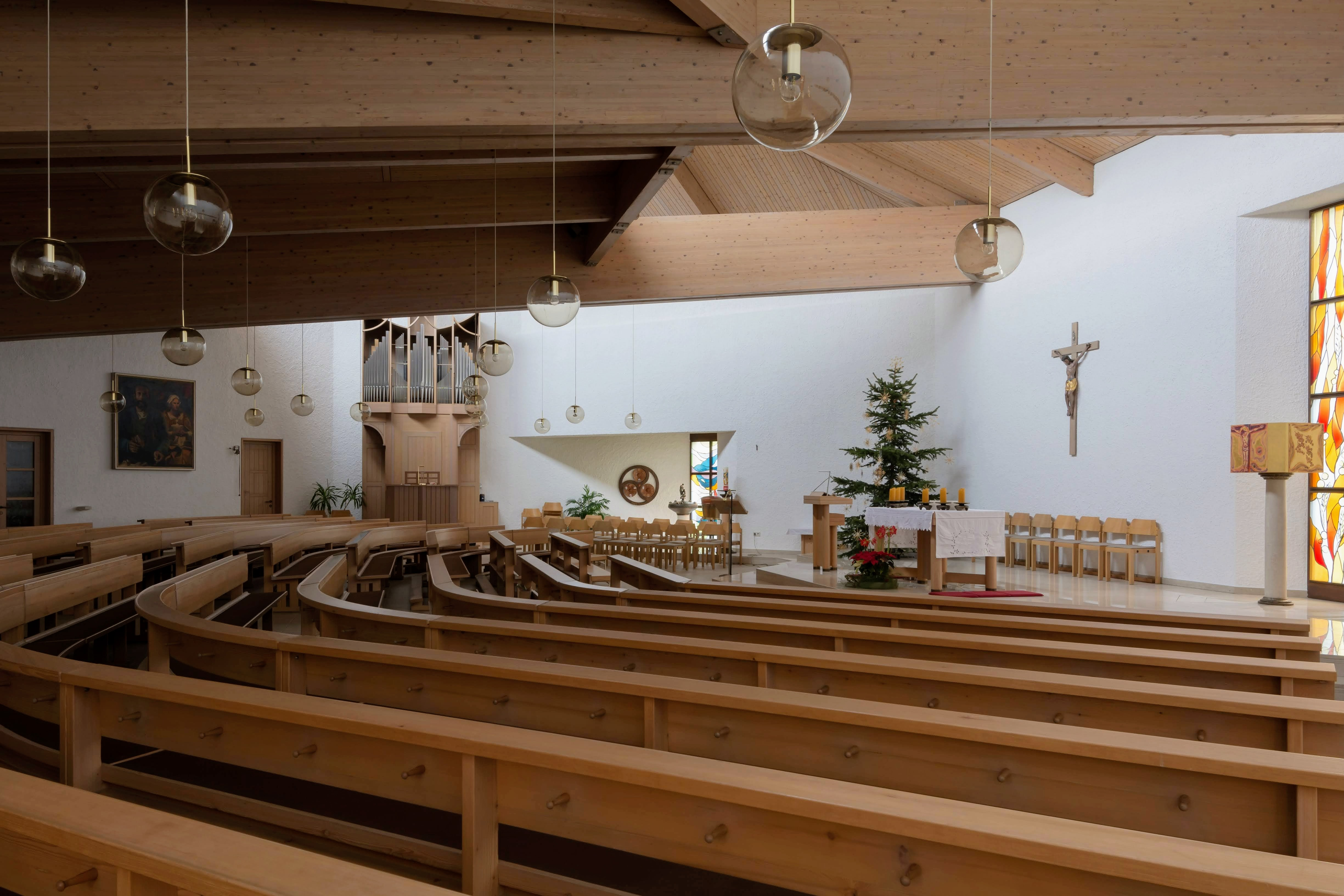
Innenraum (2016)

Die Pfarrkirche Traun-Oedt steht im Stadtteil Oedt in der Stadtgemeinde Traun in Oberösterreich. Die römisch-katholische Pfarrkirche Josef der Arbeiter gehört zum Dekanat Traun in der Diözese Linz.

## Geschichte
Die Ortschaft Oedt gehörte anfangs zur Pfarrkirche Hörsching.  Am 11. September 1960 wurde das Pfarrheim und Pfarrhaus geweiht. Der Pfarrsaal wurde als Gottesdienstraum verwendet. Ein kleiner Glockenturm mit Glocke wurde vor dem Pfarrsaal aufgestellt. Nach einer Bauzeit von 22 Monaten wurde der Kirchenneubau nach den Plänen der Architekten Gottfried Nobl und Othmar Kainz am 14. Oktober 1989 mit dem Bischof Maximilian Aichern geweiht.
Die Glasmalerei der Kirchenfenster, das Tabernakelbild Jesus am Kreuz und die Einrichtung der Taufkapelle schuf der Braunauer Professor Hans Planck. Den Taufbrunnen schuf der Bildhauer Peter Dimmel. Die Orgel wurde 1995 von dem tschechischen Orgelbauer Vladimir Šlajch erbaut. Ihre 16 Register verteilen sich auf zwei Manuale und Pedal.